# Isotoma aspera
Isotoma aspera är en urinsektsart som beskrevs av Christine D. Bacon 1914. Isotoma aspera ingår i släktet Isotoma och familjen Isotomidae. Inga underarter finns listade i Catalogue of Life.